# Crest of a Knave
Crest of a Knave är det sextonde studioalbumet av det brittiska rockbandet Jethro Tull, släppt 1987 av skivbolaget Chrysalis Records som LP (vinyl) och CD. Albumet spelades in efter en paus på tre år orsakad av en halsinfektion som drabbade sångaren Ian Anderson, vilket resulterade i en förändrad sångstil. Efter det misslyckade Under Wraps-albumet, återvände bandet till en mer kraftfylld blandad elektrisk/akustisk ljudstil, en av de tidigare egenskaperna hos Jethro Tull. Albumet var deras mest framgångsrika sedan 1970-talet, och bandet åtnjöt en återupplivning av radiosändningar, uppträdanden i MTV och sändning av musikvideor.
En remastrad utgåva med ett bonusspår ("Part of the Machine") utgavs 2005.

## Låtlista

### LP-versionen
Sida 1
1. "Steel Monkey"	– 3:39
2. "Farm on the Freeway" – 6:31
3. "Jump Start" – 4:55
4. "Said She Was a Dancer" – 3:43

Sida 2
1. "Budapest" – 10:05
2. "Mountain Men" – 6:20
3. "Raising Steam" – 4:05

### CD-versionen
1. "Steel Monkey" – 3:39
2. "Farm on the Freeway" – 6:31
3. "Jump Start" – 4:55
4. "Said She Was a Dancer" – 3:43
5. "Dogs in the Midwinter" – 4:37
6. "Budapest" – 10:05
7. "Mountain Men" – 6:20
8. "The Waking Edge" – 4:49
9. "Raising Steam" – 4:05

- Alla låtar skrivna av Ian Anderson

## Medverkande
Jethro Tull
- Ian Anderson – sång, flöjt, akustisk gitarr, elektrisk gitarr, percussion, keyboards, Synclavier, trummprogrammering (spår 1, 5 & 9)

Martin Barre – akustisk gitarr, elektrisk gitarr
- Dave Pegg – basgitarr, kontrabas (spår 4)

Bidragande musiker
- Doane Perry – trummor, percussion (spår 2 & 7)
- Gerry Conway – trummor, percussion (spår 3, 4, 6 & 8)
- Ric Sanders – violin (spår 6)

Produktion
- Jethro Tull – musikproducent
- Robin Black – ljudtekniker
- Tim Matyear – ljudtekniker
- Stephen W. Tayler – ljudtekniker, ljudmix
- Andrew Jamieson – omslagskonst
- John Pasche – omslagsdesign